# Godella (kommunhuvudort)
Godella är en kommunhuvudort i Spanien.   Den ligger i provinsen Província de València och regionen Valencia, i den östra delen av landet, 300 km öster om huvudstaden Madrid. Godella ligger 40 meter över havet och antalet invånare är 13 240.
Terrängen runt Godella är platt. Runt Godella är det mycket tätbefolkat, med 5 021 invånare per kvadratkilometer. Närmaste större samhälle är Valencia, 7,8 km söder om Godella. Runt Godella är det i huvudsak tätbebyggt.